# Haplocheirus sollers
Haplocheirus sollers és una espècie de dinosaure teròpode alvarezsauroïdeu. És el més membre més basal del seu clade. És l'alvarezsauroïdeu més antic que es coneix, precedint a tots els altres membres en uns 63 milions d'anys. Això també el fa uns 15 milions d'anys anterior a l'ocell més antic conegut, l'arqueòpterix. Haplocheirus fou descrit l'any 2010 a partir d'un espècimen fòssil trobat a la formació de Shishugou, de fa 160 milions d'anys, a la conca Junggar al nord-oest de la Xina.

## Descripció

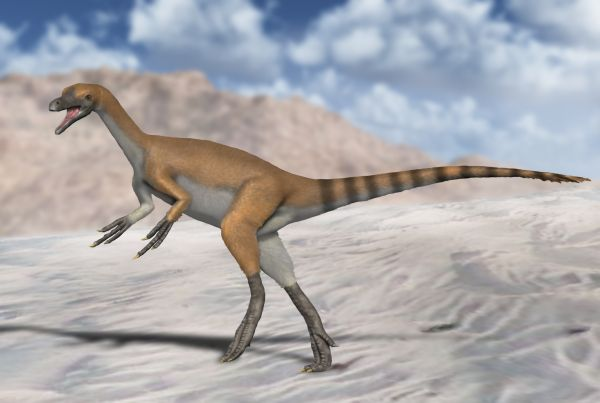
Interpretació artística d'un Haplocheirus viu.

Haplocheirus és l'alvarezsauroïdeu més gran conegut, feia uns 2 metres de longitud. De la mateixa manera que la resta d'alvarezauroïdeus, tenia l'urpa del polze allargada, però retenia els altres dos dits funcionals, a diferència dels alvareszsauroïdeus més derivats, en els que només el polze era llarg i amb urpa. Tenia cames llargues i probablement era un corredor veloç.